# Pisaboa laldea
Espèce
Pisaboa laldea est une espèce d'araignées aranéomorphes de la famille des Pholcidae.

## Distribution
Cette espèce est endémique de l'État de Táchira au Venezuela. Elle se rencontre à Uribante vers 1 200 m d'altitude.

## Description
Le mâle holotype mesure 2,7 mm.

## Étymologie
Son nom d'espèce lui a été donné en référence au lieu de sa découverte, Laldea.

## Publication originale
- Huber, 2000 : New World pholcid spiders (Araneae: Pholcidae): A revision at generic level.Bulletin of the American Museum of Natural History, no 254, p. 1-348 (texte intégral).